# Papa (Écosse)
Pour les articles homonymes, voir Papa.
Papa, en vieux norrois Papey qui signifie en français « île des Papars », est une île inhabitée du Royaume-Uni située dans le Nord de l'Écosse, dans les Shetland.
Située au sud-ouest de Mainland, elle est immédiatement entourée d'Oxna à l'ouest, de Papa Skerry au nord-est, de Trondra à l'est et de Burra Ouest au sud-est et au sud. L'île est de forme allongée et comporte plusieurs péninsules dont les principales sont East End of Papa à l'est et West End of Papa à l'ouest. West End of Papa peut être considérée comme une île à part entière car elle est séparée de Papa par un petit détroit peut profond est découvert à marée basse. En revanche, East End of Papa est rattachée au reste de Papa par un vallon dont le centre est occupé par un plan d'eau. Ces péninsules délimitent plusieurs criques qui forment de petits ports naturels. Le point culminant de l'île est une colline sans nom s'élevant à 32 mètres d'altitude.
L'île a été habitée ; les derniers habitants l'ont quittée entre 1891 et 1930. La plupart des habitations se trouvaient à l'est de l'île.